# Extreme Ghostbusters
Extreme Ghostbusters è una serie animata basata sul film Ghostbusters, andata in onda nel 1997 e creata nel tentativo di far rivivere il franchise degli anni ottanta di The Real Ghostbusters.
I protagonisti sono un nuovo gruppo di Ghostbusters guidati da Egon, Janine e Slimer; le giovani aggiunte sono quattro allievi d'università di Egon, Roland Jackson, Garrett Miller, Eduardo Rivera e Kylie Griffin (prima ragazza tra i Ghostbusters). Lo show è composto da una sola stagione di 40 episodi.
L'ambientazione si fa più tetra con sfumature dark, le atmosfere e musiche più vicine al punk rock, e gli stessi fantasmi vengono mostrati più mostruosi e realistici ma non meno "fumetteschi", anche se la serie in sé mantiene la comicità tipica del franchise. Tra i doppiatori figura anche l'attore britannico Martin Jarvis.

## Episodi
1. Darkness at Noon: Part 1
2. Darkness at Noon: Part 2
3. The True Face of a Monster
4. Fear Itself
5. Deadliners
6. Casting the Runes
7. The Infernal Machine
8. Home is Where the Horror Is
9. Killjoys
10. The Unseen
11. The Crawler
12. The Pied Piper of Manhattan
13. Be Careful What You Wish For
14. Grease
15. The Jersey Devil Made Me Do It
16. Dry Spell
17. Sonic Youth
18. Ghost Apocalyptic Future
19. Bird of Prey
20. Seeds of Destruction
21. The Luck of The Irish
22. The Ghostmakers
23. Slimer' Sacrafice
24. Grundelesque
25. In Your Dreams
26. Moby Ghost
27. Fallout
28. Eyes of a Dragon
29. Till Death Do We Start
30. Glutton for Punishment
31. Ghost in the Machine
32. Dog Days
33. Mole People
34. A Temporary Insanity
35. Rage
36. Heart of Darkness
37. The Sphinx
38. Witchy Woman
39. Back In The Saddle: Part 1
40. Back In The Saddle: Part 2

## Doppiaggio
| Personaggio     | Doppiatore originale | Doppiatore italiano |
| --------------- | -------------------- | ------------------- |
| Slimer          | Billy West           |                     |
| Garrett Miller  | Jason Marsden        | Claudio Moneta      |
| Kylie Griffin   | Tara Strong          | Cinzia Massironi    |
| Rolando Jackson | Alfonso Ribeiro      | Marco Balzarotti    |
| Eduardo Rivera  | Rino Romano          | Giorgio Bonino      |
| Egon Spengler   | Maurice LaMarche     | Enrico Bertorelli   |
| Janine Melnitz  | Pat Musick           | Stefania Patruno    |